# Маккензи, Джон (9-й глава клана Маккензи)
Джон Маккензи из Кинтайла или «Джон Киллин» (англ. John Mackenzie, 9th of Kintail; ок. 1480 — ок. 1561) — шотландский племенной лидер, 9-й глава горного клана Маккензи (1498/1499 — ок. 1561).

## Происхождение и образование
Сын Кеннета Маккензи, 7-го вождя клана Маккензи (ум. 1492), и его второй или предполагаемой жены Агнес Фрейзер . Истоки Маккензи лежали в Северо-Западном Хайленде, но центр их власти к концу 15-го века переместился в Истер-Росс. Джон сменил на посту вождя своего сводного брата Кеннета (умер в 1498/1499 году), будучи ещё несовершеннолетним. Вполне вероятно, что он достиг совершеннолетия в 1501 году, что позволяет предположить, что он родился примерно в 1480 году.
Сообщается, что Джона отправили учиться в суд в Эдинбурге (в соответствии с Законом об образовании 1496 года, юридическим требованием для мальчиков в его положении). Однако условия залога, подписанного им в пользу графа Хантли, позволяют предположить, что он оставался неграмотным.

## Спор по поводу главенства в клане
Дядя Маккензи, Гектор Рой Маккензи из Гейрлоха (ум. 1528), был назначен наставником брата Маккензи, Кеннета Маккензи, 8-го вождя клана Маккензи из Кинтайла, и после смерти Кеннета остался во владении большей частью земель клана. Он оспорил правопреемство Джона на основании его незаконности, но в конце концов был вынужден прийти к соглашению с ним. Традиционный отчет гласит, что люди Джона окружили и подожгли дом Гектора в Фэрберне. Более прозаично, в «Истории Западного Хайленда и островов Шотландии» Грегори говорится, что:
«Гектор Рой Маккензи, прародитель Дома Гейрлохов, после смерти Кеннета Ога Маккензи из Кинтайла в 1497 году и во время несовершеннолетия Джона, брата и наследника Кеннета, осуществлял командование этим кланом, номинально как опекун молодого вождя. Под его правлением клан Маккензи ввязался в распри с Манро и другими кланами, а сам Гектор Рой стал неприятен правительству как нарушитель общественного спокойствия. Его намерения в отношении молодого лэрда Кинтайла считались очень сомнительно, а поскольку у последнего возникли опасения, Гектор был вынужден по закону передать имущество и командование племенем надлежащему наследнику».
Хотя Джон и Гектор Рой, похоже, в конечном итоге помирились, в следующем поколении враждебность вспыхнула снова. Говорят, что сын Гектора Роя, Джон Гласшич Маккензи, возобновил притязания своего отца на некоторые или все земли клана и умер при загадочных обстоятельствах в Эйлин-Донане. В 1551 году Джон Маккензи (9-й вождь клана Маккензи) и его сын получили помилование за заключение.

## Поместья
В апреле 1500 года Джон Маккензи получил предписание clare constat (подтверждение феодальным начальником права его вассала на поместье) для Кинтайла и других земель от Джеймса Стюарта, герцога Росса. В 1504 году он заявил о наследственных правах на Мейн, Эскадель [Эскадейл] и другие земли в Россшире. Также записано, что он был арендатором Кинеллана [Кинеллана], Скателла Мекилла [Большого Скэтвелла], Скэтелла Бега [Меньшего Скэтвелла], Килкилладрама и Милна из Кулла [мельницы Коула]. 25 февраля 1508/1509 года он получил хартию Кинтайла, Эйлин-Донан и других земель, включенных в свободное баронство Эйлин-Донан.
Существует множество документальных свидетельств успехов Маккензи на протяжении многих лет в расширении своих поместий. В 1526 году он жил со своей женой в землях Фотирта, Стратгарви и Киллина [Киллина]. У него были хартии Киллекхилдрама 25 сентября 1528 года, Фотерти [Фоддерти] 25 мая 1532 года, Кинлохбанкуори 30 августа 1538 года, Лаггана 12 декабря 1540 года, Меклебравана 15 сентября 1541 года, Монаре 22 октября 1542 года и Лохбрина (с женой в экскамбионе Фоддерти) в 1543 году.
В 1544 году он приобрел половину Культелеода [замка Леод] и Дрини у Магнуса Мовата и Патрика Мовата из Багхолли, а в январе 1547 года он приобрел часть другой половины этих земель у Денуна из Дэвидстона. В 1556 году он приобрел наследство Калтелеода и Дрини от Денуна, что было подтверждено ему королевой Марией стюарт 13 июля 1556 года.
При его жизни его сыну и наследнику Кеннету также был предоставлен ряд грантов.

## Общественная карьера
Эти территориальные приросты отражали как страдания конкурентов Маккензи, так и всю роль, которую он играл в общественной жизни своего времени. Он сражался в битве при Флоддене 9 сентября 1513 года и, согласно традиционным источникам, попал в плен и впоследствии бежал.
Как бы то ни было, Маккензи вскоре после этого была назначена лейтенантом или опекуном Уэстер-Росса в ответ на притязание сэра Дональда Макдональда из Лочалша на господство над островами. В 1515 году он захватил королевский замок в Дингуолле, но заявил о своей готовности сдать его любому, назначенному регентом, герцогом Олбани. В 1532 году он был включен в комиссию Якова V по пресечению беспорядков среди клана Макинтош.
13 декабря 1545 года в Дингуолле граф Сазерленд заключил договор с Маккензи для взаимной защиты от всех врагов, оставив за собой только верность королеве Марии. Два года спустя, хотя к тому времени он уже был стариком, он присоединился к сбору, созванному графом Арраном в Масселборо для защиты королевы, и принял участие в битве при Пинки, где снова попал в плен — и на этот раз освобожден после того, как выплата значительного выкупа.
Джон Маккензи скончался в 1561 году и был похоронен в монастыре Боли.

## Семья
Джон Маккензи женился на Элизабет Грант, которая, как говорят, была дочерью Джона Гранта, 2-го из Фрейши . От неё у него был сын, его преемник, Кеннет Маккензи, 10-й вождь клан Маккензи из Кинтайла.